# Ischioscia irmleri
Ischioscia irmleri là một loài chân đều trong họ Philosciidae. Loài này được Schmalfuss miêu tả khoa học năm 1980.